# 熊本バス御船営業所
熊本バス御船営業所（くまもとバスみふねぎょうしょ）は、熊本バスが運営していたバス営業所の一つ。正式名称は「熊本バス熊本中央営業所御船出張所」。

## 概要
- 御船営業所近くには、1964年まで熊延鉄道が走っており、沿線に御船駅があった。
  - 2012年3月31日をもって老朽化により閉鎖。定期券発売は近くのクリーニング店および熊本バス自動車学校に移管した[1]。

※2015年11月現在、建物は解体後宅地に転用してる。
- 所在地：熊本県上益城郡御船町大字御船937番地2
- 最寄り（併設）バス停：御船（主な行き先表記は「御船・玉虫」など）
  - 麻生交通も乗入れしていたが、現在（2015年11月時点）は近くにある同社の車庫前にバス停を移転し名称も「麻生交通前」と変更している。
  - 産交バスも30m離れた交差点に「御船橋」バス停がある。交通センター（東8。2019年の熊本桜町バスターミナルが開業した際の系統番号再編で「L5-1」に変更）および木山産交からの系統が発着。なお、産交バスにも「御船」停留所が存在するが川を渡った対岸にある。

- 2012年12月11日より、熊本バスは御船停留所を経由しなくなった。自動車学校入口から東側へ迂回し、御船スポーツセンター入口・御船町恐竜博物館前（町役場最寄り）を経由するルートとなった。当停留所の代替は「御船・銀行前」もしくは「城山公園前」が最寄となる[2]。

## 担当路線

### 運行路線
2012年3月31日（閉鎖当日）段階。
- 南14 「直行線」（馬見原線） 交通センター - 中の瀬車庫 - クレア - 御船 - 玉虫（車庫） - 矢部(浜町) - 畑 - 大川 - 大野幣立宮前 - 馬見原
- 南14 「直行線」（馬見原線）交通センター - 中の瀬車庫 - クレア - 御船 - 玉虫（車庫） - 矢部(浜町) - 畑 - 大川 - 菅尾 - 馬見原
- 南15 「甲佐砥用線（田迎経由）」 交通センター - 中の瀬車庫 - クレア - 御船 - 塔の木 - 甲佐 - 寒野 - 砥用学校前[3]
- 東11 「健軍線（平成音楽大経由便）」 熊本駅 - 交通センター - 通町筋 - 水前寺公園前 - 県庁 - 神水町 - 健軍電停前 - 秋津レークタウン - 六嘉 - 平成音楽大学 - 御船 - 玉虫（車庫）
- 東11 「健軍線（甲佐砥用線経由便）」 交通センター - 通町筋 - 水前寺公園前 - 県庁前 - 神水町 - 健軍電停前 - 秋津レークタウン - 六嘉 - 御船 - 塔の木 - 甲佐
- 東11 「健軍線（甲佐発熊商前経由便）」 甲佐→塔の木→御船→六嘉→秋津レークタウン→健軍電停前→神水町→熊商前→水前寺公園前→通町筋→交通センター

### 廃止路線
- 南16 「田代線」 交通センター - 本荘町 - 南熊本 - 田迎 - 中の瀬車庫 - クレア - 御船 - 凱旋門 - 田代 - 上田代 - 下鶴
- 南16 「田代線」 交通センター - 本荘町 - 南熊本 - 田迎 - 中の瀬車庫 - クレア - 御船 - 凱旋門 - 田代 - 三間伏 - 下鶴

※「田代線」御船営業所からの御船町内末端区間のみの運用もあった。
- - 「水越線」 御船 - 玉虫（車庫） - 横野 - 水越 - 吐合 - 葛原 - 矢部（浜町）
上記の「田代線」と「水越線」の御船 - 吐合区間は2007年3月31日付で廃止→2007年4月2日から御船町の委託で麻生交通が運行を始める。
に吐合 - 葛原 - 矢部（浜町）の山都町内区間は、浜町営業所担当「葛原線」として運行していたが、2008年3月31日付で廃止。翌日4月1日から山都町コミュニティバスが運行を始める。

- 他に「御船 - 田代 - 下鶴経由矢部（浜町）線」や「御船 - 田代 - 下鶴経由吉無田線」などがあった。